# Rolf Lyssy

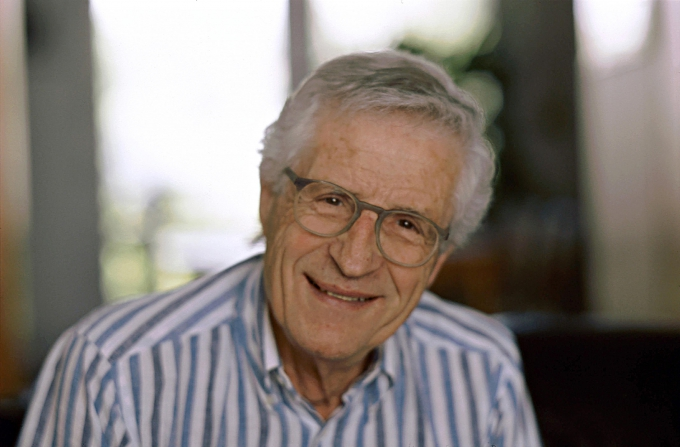
Rolf Lyssy (2012)

Rolf Lyssy (* 25. Februar 1936 in Zürich) ist ein Schweizer Filmregisseur und Drehbuchautor. Sein bekanntester Film ist Die Schweizermacher. Zusammen mit Thomas Koerfer, Kurt Gloor, Fredi M. Murer, Markus Imhoof und Daniel Schmid gilt Rolf Lyssy als einer der Mitbegründer des «jungen» Deutschschweizer Spielfilms.

## Leben und Werk
Rolf Lyssy wurde 1936 in einer einfachen, jüdischen Familie in Zürich geboren und erlebte seine Schul- und Jugendzeit in Herrliberg. Weil in der Schweiz noch keine Ausbildung zum Filmemacher existierte und ein Studium im Ausland aus finanziellen Gründen nicht möglich war, absolvierte Lyssy eine Lehre als Fotograf. Um zum Film zu kommen, arbeitete er danach als Beleuchter, Kameraassistent und Aufnahmeleiter. Ab 1959 arbeitete Lyssy eineinhalb Jahre in einem Fernsehproduktionsteam für die Pharmafirma Ciba, das medizinische Operationen live begleitete. 1961 fungierte er als Kameraassistent beim Schweizer Spielfilm Demokrat Läppli, was für ihn eine Bestätigung war, selbst Filme machen zu wollen. Für den unerwartet erfolgreichen Dokumentarfilm Ursula oder das unwerte Leben (1966) der Dokumentarfilmer Reni Mertens und Walter Marti übernahm Lyssy die Kameraführung. Die beiden waren es auch, die seinen ersten abendfüllenden Spielfilm Eugen heisst Wohlgeboren (1968) – eine Komödie zum Thema Heiratsvermittlung – produzierten. Sein nächstes Werk, der Kurzfilm Vita Parcoeur (1972), lief mit grossem Publikumsbeifall an den Solothurner Filmtagen. Für die Persiflage auf den Vita Parcours und somit auf die Volksgesundheit gewann er 1973 den Jurypreis an den Kurzfilmtagen Oberhausen. Neben den ironisch-satirischen Filmen beschäftigte sich Lyssy auch mit geschichtlichem Stoff.
Durch seine Familiengeschichte sensibilisiert (die Grosseltern mütterlicherseits waren von den Nazis nach Minsk deportiert und dort ermordet worden) beschäftigte er sich eingehend mit dem Attentat, das der jüdische Medizinstudent David Frankfurter am 4. Februar 1936 in Davos am NSDAP-Landesgruppenleiter Wilhelm Gustloff verübte. 1974 erschien dazu Konfrontation – das Attentat von Davos. Den grössten Kinoerfolg des «jungen» Deutschschweizer Spielfilms erzielte Lyssy 1978 mit Die Schweizermacher. Der Film ist eine Satire auf die Ängstlichkeit der Schweizer Behörden bei der Einbürgerung von Ausländern, zugleich aber auch auf deren devotes Anpassertum. Mit Kassettenliebe und anderen Filmen konnte er an diesen Erfolg nicht anknüpfen. In der Deutschschweizer Filmszene blieb er mit vielen Drehbüchern und Vorschlägen unberücksichtigt, verfasste jedoch im Anschluss den autobiographischen Bericht Swiss Paradise, in dem er sich mit seiner depressiven Erkrankung auseinandersetzte, wegen der sich Lyssy 1998 zur Behandlung stationär in der Psychiatrischen Universitätsklinik Zürich aufnehmen ließ.

## Filmografie
- 1968: Eugen heisst Wohlgeboren
- 1972: Vita parcoeur (Kurzfilm)
- 1974: Konfrontation – Das Attentat von Davos (Dokudrama über David Frankfurter, sein Attentat und die Schweiz im Zweiten Weltkrieg. Regie und Drehbuch)
- 1978: Die Schweizermacher (Komödie, u. a. mit Emil Steinberger, Walo Lüönd und Beatrice Kessler) (Regie und Drehbuch)
- 1981: Kassettenliebe
- 1983: Teddy Bär
- 1989: Leo Sonnyboy (Spielfilm, u. a. mit Mathias Gnädinger, Dieter Meier und Peach Weber) (Regie und Drehbuch)
- 1992: Ein Trommler in der Wüste
- 1994: Ein klarer Fall
- 1999: Leo Sternbach – Eine Liebe zur Chemie (Dokumentarfilm über den Chemiker und Pharmazeuten Leo Sternbach)
- 2002: Schreiben gegen den Tod (Dokumentarfilm über eine Schweizerin, welche Brieffreundschaften mit zum Tode Verurteilten in US-Gefängnissen pflegt und für die Abschaffung der Todesstrafe eintritt)
- 2004: Wäg vo de Gass (Dokumentarfilm über die kontrollierte Heroinabgabe)
- 2006: Die Vitusmacher (Dokumentarfilm über die Produktion des Films Vitus von Fredi M. Murer)
- 2009: Hard(ys) Life – Blicke ins Leben eines MundHandwerkers (Dokumentarfilm)
- 2011: Ursula – Leben in Anderswo (Dokumentarfilm über die taubblinde Ursula Bodmer, die 1966 in Ursula oder das unwerte Leben portraitiert wurde, wo Rolf Lyssy die Kamera führte)
- 2017: Die letzte Pointe (Spielfilm, u. a. mit Monica Gubser)
- 2020: Eden für Jeden (Komödie, u. a. mit Steffi Friis, Heidi Diggelmann, Andreas Matti und Marc Sway) (Regie und Drehbuch)

## Bibliografie
- Kassettenliebe. Drehbuch. Diogenes-Verlag, Zürich 1981, ISBN 3-257-20519-8
- Swiss Paradise. Ein autobiographischer Bericht. Rüffer & Rub, Zürich 2001, ISBN 3-907625-01-3
- Wunschkolumnen … oder hast Du’s Dir anders vorgestellt? Gesammelte Kolumnen von Urs Heinz Aerni und Rolf Lyssy. Verlag Einfach Lesen, Bern, 2007, ISBN 978-3-9523083-5-6

## Audio
- Radio SRF 3 Focus: Rolf Lyssy: «Ich bin dankbar, dass ich überhaupt noch lebe». 2020. Redaktion und Moderation: Anita Richner[3]

## Film über Lyssy
- Rolf Lyssy – Der Filmemacher, SRF Reporter, 19. Februar 2017[2]

## Auszeichnungen
- 1992 Fischhof-Preis der Stiftung gegen Rassismus und Antisemitismus (GRA) und der Gesellschaft Minderheiten in der Schweiz (GMS).[4]
- 2012 Schweizer Filmpreis in der Kategorie Ehrenpreis
- 2020 Zurich Film Festival – Career Achievement Award